# Siring Alam (Tanjung Raja)
Siring Alam is een bestuurslaag in het regentschap Ogan Ilir van de provincie Zuid-Sumatra, Indonesië. Siring Alam telt 1013 inwoners (volkstelling 2010).